# Tan Lei
Tan Lei, kinesiska: 谭蕾, född 18 mars 1963 i Pingxiang i Jiangsu-provinsen i södra Kina, död 1 april 2016, var en kinesisk matematiker som specialiserade sig på komplex dynamik inom dynamiska system och komplex analys, som är en gren av matematiken som undersöker funktioner inom komplexa tal. Hon är mest känd för sina bidrag inom forskningen om fraktalfamiljerna Mandelbrotmängden och Juliamängden.

## Karriär
Efter att blivit filosofie doktor i matematik september 1987 vid Université Paris-Sud utanför Paris arbetade Tan som forskningsassistent i Genève i Schweiz. Hon fick sedan tjänst som postdoktor vid Max Planck Institute for Mathematics i Bonn och University of Bremen i norra Tyskland fram till 1989. Då utsågs hon till lektor vid École normale supérieure de Lyon i sydöstra Frankrike. Tan forskade sedan vid University of Warwick i Coventry i England mellan 1995 och 1999 och blev sedan seniorlektor vid Cergy-Pontoise University nordväst om Paris.
Tan blev utnämnd till professor 2009 vid University of Angers. Angers ligger i det franska departementet Maine-et-Loire.
Tan har bidragit till viktiga upptäckter kring Juliasmängden och Mandelbrotmängden, särskilt beträffande den fraktala uppbyggnaden och likheten mellan de båda fraktalfamiljerna. Tan visade bland annat att Misiurewicz-punkten för dessa båda mängder är asymtotiskt likartade om de skalas och roteras. Hon konstruerade också exempel på polynomer vars Juliamängd är homeomorfiska i förhållande till Sierpińskis matta. Tan har också bidragit inom andra områden av den komplexa dynamiken.
Tan skrev också populärvetenskapliga arbeten kring sina forskningsområden.

## Föreläsningar
Tan Lei höll många föreläsningar för att popularisera matematikforskningen. Ett exempel som finns bevarat på YouTube länkas under rubriken "Externa länkar".

## Eftermäle
En konferens hölls till åminnelse av Tan i Peking månaden efter hennes bortgång.